# Anders Olsen (Kaufmann)
Anders Olsen (* um 1718 auf Senja, Norwegen; † 11. Dezember 1786 in Igaliku, Grönland) war ein norwegisch-dänischer Kaufmann und Kolonialverwalter.

## Leben
Anders Olsen arbeitete in der Kolonialverwaltung in der Finnmark. 1742 holte ihn Jacob Severin, der einmal in der Finnmark, aber mittlerweile in Grönland tätig war, zusammen mit seinem Bruder Hans in die Kolonie Godthaab in Nuuk. Dort wurde er bald Assistent. 1750 wurde er von Det Kongelige Octroyerede Almindelige Handels-Compagnie angestellt. 1752 löste er sich von der Kompagnie und wurde Freihändler zusammen mit seinem Bruder, kehrte aber bereits 1753 zurück.
1754 erkannte Anders die Notwendigkeit einer weiteren Kolonie zwischen Godthaab (Nuuk) und der Frederikshaab (Paamiut), da die weite, nur von wenigen Grönländern besiedelte Strecke zwischen den beiden Kolonien ein großes Hindernis für den Handel darstellte. Aus diesem Grund errichtete er die Loge Fiskenæsset in Qeqertarsuatsiaat. 1755 gründete Anders die Kolonie Sukkertoppen in Kangaamiut, die später ins heutige Maniitsoq verlegt wurde. Bis 1765 war er dort Kolonialverwalter. Anschließend wurde er in die Nähe des heutigen Itilleq geschickt, wo er eine Fischereiversuchsstation aufbaute, die er 1767 wieder verließ. Der dort liegende Sund Inussuttusup Tunua trägt daher den dänischen Namen Anders Olsen Sund. Von 1767 bis 1773 war er wieder als Kaufmann in Kangaamiut tätig. Er schlug die Errichtung einer Kolonie südlich von Frederikshåb vor und fuhr 1774 auf eine Entdeckungsreise bis zum Kap Farvel, bei der er Überreste der Eystribyggð der Grænlendingar entdeckte. 1776 gründete er die Kolonie Julianehaab in Qaqortoq, der er bis 1780 als Kolonialverwalter vorstand.
Anschließend begann er in Südgrönland Landwirtschaft zu betreiben, aber nach kurzer Zeit brannte 1783 sein Hof in Upernaviarsuk ab. Er unternahm anschließend eine Forschungsreise zur bis dahin unentdeckten Ostküste, die er 135 km nach Norden befuhr. Er traf dort auf Tunumiit, aber kehrte zurück, bevor das Eis ihn zur Überwinterung zwang. Anschließend errichtete er mit seiner grönländischen Frau Tuperna (1726–1789), Tochter von Sanak, die er 1752 geheiratet hatte, einen Hof in Igaliku an der Stelle, an der die Siedlung Garðar der Grænlendingar gelegen hatte. Damit wurde er der erste Bauer Grönlands seit rund 350 Jahren. Später folgte ihm sein Sohn Johannes Andersen (1760–1825) nach.